# Comuna Vimmerby
Vimmerby (Vimmerby kommun) este o comună din comitatul Kalmar län, Suedia, cu o populație de 15.287 locuitori (2013).

## Geografie

### Zone urbane
Lista celor mai mari zone urbane din comună (anul 2015) conform Biroului Central de Statistică al Suediei:
| Nr | Zona urbană | Pop.  |
| -- | ----------- | ----- |
| 1  | Vimmerby    | 8.037 |
| 2  | Södra Vi    | 1.134 |
| 3  | Storebro    | 1.011 |
| 4  | Gullringen  | 503   |
| 5  | Frödinge    | 343   |
| 6  | Tuna        | 212   |

## Demografie
| \| Evoluția demografică în comuna Vimmerby, 1970–2015 \| Evoluția demografică în comuna Vimmerby, 1970–2015 \| Evoluția demografică în comuna Vimmerby, 1970–2015 \| Evoluția demografică în comuna Vimmerby, 1970–2015 \| Evoluția demografică în comuna Vimmerby, 1970–2015 \| \| ----------------------------------------------------------------------------------------------------- \| -------------------------------------------------- \| -------------------------------------------------- \| -------------------------------------------------- \| -------------------------------------------------- \| \| An \| \| \| Locuitori \| \| \| 1970 \| 1970 \| \| 17126 \| 17126 \| \| 1975 \| 1975 \| \| 16394 \| 16394 \| \| 1980 \| 1980 \| \| 16180 \| 16180 \| \| 1985 \| 1985 \| \| 15702 \| 15702 \| \| 1990 \| 1990 \| \| 15867 \| 15867 \| \| 1995 \| 1995 \| \| 16096 \| 16096 \| \| 2000 \| 2000 \| \| 15776 \| 15776 \| \| 2005 \| 2005 \| \| 15613 \| 15613 \| \| 2010 \| 2010 \| \| 15473 \| 15473 \| \| 2015 \| 2015 \| \| 15419 \| 15419 \| \| Sursa: SCB - Statistika Centralbyrån, Folkmängd efter region, civilstånd, ålder och kön. År 1968–2016 \| \| \| \| \| |      |  |           |       |
| Evoluția demografică în comuna Vimmerby, 1970–2015 |      |  |           |       |
| An |      |  | Locuitori |       |
| 1970 | 1970 |  | 17126     | 17126 |
| 1975 | 1975 |  | 16394     | 16394 |
| 1980 | 1980 |  | 16180     | 16180 |
| 1985 | 1985 |  | 15702     | 15702 |
| 1990 | 1990 |  | 15867     | 15867 |
| 1995 | 1995 |  | 16096     | 16096 |
| 2000 | 2000 |  | 15776     | 15776 |
| 2005 | 2005 |  | 15613     | 15613 |
| 2010 | 2010 |  | 15473     | 15473 |
| 2015 | 2015 |  | 15419     | 15419 |
| Sursa: SCB - Statistika Centralbyrån, Folkmängd efter region, civilstånd, ålder och kön. År 1968–2016 |      |  |           |       |